# Comune popolare
I comuni popolari (人民公社S, Rénmín gōngshèP) costituivano un nuovo schema organizzativo delle popolazioni rurali cinesi nell'ambito della riforma cosiddetta grande balzo in avanti (大跃进S, DàyuèjìnP, 1958-1960), promossa da Mao Zedong allo scopo di raggiungere un livello di sviluppo pari a quello del Regno Unito nell'arco di 10 anni.
La loro estensione variava, ma era solitamente paragonabile a quella di una provincia italiana. Lo scopo era di sviluppare al loro interno tutte le attività economiche e sociali necessarie, compresi i servizi per la popolazione. Dovevano quindi diventare autosufficienti, sviluppando le attività agricole, industriali e terziarie necessarie ai suoi abitanti. Di conseguenza vigeva il divieto di esodo rurale (l'abbandono delle campagne). Una tale forma di organizzazione ostacolò la crescita economica a causa della cattiva gestione e distribuzione delle risorse economiche.
La politica cinese si era sempre sviluppata su modello sovietico anche in campo economico. Il definitivo distacco da questo si verificò con il lancio del Grande Balzo in Avanti. Il secondo piano quinquennale, che era stato predisposto su modello del primo, fu dichiarato superato da questa campagna preparata sin dalla fine del 1957. 

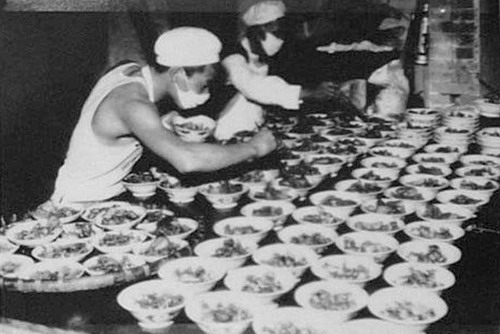
Cucina di una Comune popolare (1958)

Il grande balzo si fondava sul principio di "camminare su due gambe", ovvero realizzare congiuntamente la produzione agricola ed industriale per accelerare il superamento dell'arretratezza delle campagne.
Il movimento fu accompagnato da quello di collettivizzazione delle aree rurali. Alla fine del 1958 quasi tutta la popolazione rurale era organizzata secondo un nuovo schema consistente nel risultato della fusione di più cooperative di produzione agricola di tipo avanzato: le cosiddette comuni popolari. Nell'arco di un paio di mesi la popolazione contadina veniva comunizzata nella sua quasi totalità. Le oltre 740.000 cooperative di produzione agricola si fusero in 26.000 comuni popolari comprendenti 120 milioni di famiglie.
Questo tipo di organizzazione, nell'intenzione degli ideatori, non si limitava ad essere un'unità economica, ma era anche un'organizzazione basilare del potere statale. Inoltre, essa era la risposta alle esigenze del grande balzo che richiedevano una maggiore estensione delle unità fondiarie. La comune doveva realizzare la collettivizzazione della vita, comprese le forme più elementari dell'esistenza umana, e con ciò preparare il passaggio dal sistema socialista a quello comunista. Lo slogan che ne evidenziava il carattere politico recitava: "il comunismo è il paradiso e si raggiunge con le comuni". Al loro interno erano stati aboliti i mercati liberi ed i campi privati precedentemente assegnati alle famiglie.
Tuttavia, i criteri della nuova organizzazione non sempre furono chiari, tanto che, a dicembre del 1958, la dirigenza affermò:
(Dirigenza del Partito Comunista cinese)
Inoltre, nell'ambito della comune, era ancora possibile la cessione della proprietà privata delle terre incolte da dissodare che la comune poteva assegnare ai suoi membri. Naturalmente, anche in questo caso era vietato lo sfruttamento del lavoro altrui. Infatti, il proprietario, non poteva assumere altri lavoratori alle sue dipendenze, e comunque non gli era permesso di godere pienamente del diritto di proprietà in quanto oltre al possesso ed al godimento della terra (i prodotti erano i suoi) egli non era titolare del diritto di disposizione. In poche parole, sebbene egli potesse godere dei frutti della sua terra, i suoi figli non avrebbero potuto fare altrettanto, in quanto il suolo non poteva essere lasciato in eredità e, a maggior ragione, esso non poteva neppure essere venduto. Pertanto, la terra poteva essere assegnata solo dalla comune. Le operazioni legate alla disposizione erano considerate residui del diritto borghese duri a morire e, sebbene la collettivizzazione e ancor di più le comuni abbiano rappresentato una superamento di questi, essi non scompariranno del tutto finché non muterà il livello di coscienza rivoluzionaria.
Gli obiettivi principali della comune erano essenzialmente tre: 
1. Statalizzazione integrale dei mezzi di produzione compresa la terra;
2. Collettivizzazione integrale della vita;
3. Trasformazione del sistema di ripartizione dei redditi sostituendo progressivamente alla ripartizione socialista del a ciascuno secondo il suo lavoro quella comunista di a ciascuno secondo i suoi bisogni.

## Organizzazione
Le comuni erano organizzate in 3 livelli tra cui venivano anche distribuiti i diritti di proprietà:
- Squadra di produzione (小队S, XiǎoduìP): era il livello più basso ovvero l'unità di produzione di base, corrispondeva praticamente alle vecchie cooperative di produzione. Quasi sempre formata da 30 o 40 famiglie, era l'unità primaria di proprietà, amministrazione e contabilità.
- Brigata di produzione (大队S, DàduìP): era il livello intermedio
- La comune (公社S, GōngshèP): era il livello più alto

Il diritto di trasferimento, la scelta e i prezzi del raccolto erano stabiliti dallo Stato. Le restrizioni includevano anche gli appezzamenti privati. 
Le comuni esercitavano uno stretto controllo sulla forza lavoro e i residenti erano confinati sulla loro terra. Era impedito loro di migrare altrove ed erano obbligati a lavorare per la comune.

## Declino e fine delle comuni popolari
Le comuni rimasero ufficialmente la forma organizzativa dominante nelle campagne fino agli anni ottanta tuttavia la loro struttura economica fu radicalmente modificata dopo i primi mesi del grande balzo. I dirigenti cinesi confermarono che "a lungo termine la comune popolare sarà l'istituzione di base dell'economia agricola".
Il 5 marzo del 1978, alla prima sessione del V Congresso nazionale del popolo, venne approvata una nuova costituzione che aboliva l'istituto delle comuni popolari e i comitati rivoluzionari inaugurando un sistema di responsabilità contrattuale.
Nel 1983 venne approvata un'importante circolare adottata congiuntamente dal Comitato centrale del Partito Comunista Cinese e dal Consiglio per gli Affari di Stato con la quale si definiva di fatto la fine dell'esperimento delle comuni popolari.
Al loro posto, quali strutture amministrative di base venivano creati i villaggi (乡S, XiāngP) ed i borghi (镇S, ZhènP) rurali. Dunque, nel 1984, furono definitivamente abolite le comuni popolari e si ridussero progressivamente le unità collettive. Nel 1985 il pagamento di quote di raccolto allo stato, fu sostituito dal sistema dei contratti di acquisto negoziati, in base al quale alle quote di raccolto si sostituivano le imposte. Tale evoluzione fu legittimata dall'emendamento costituzionale del 1993 che rimpiazzava formalmente le comuni con il sistema di responsabilità contrattuale. Questo sistema prevede che siano i capi famiglia a siglare i contratti di gestione della terra con lo Stato.